# Mimoso de Goiás
Mimoso de Goiás este un oraș în Goiás (GO), Brazilia.